# Trois salopards, une poignée d'or
Pour plus de détails, voir Fiche technique et Distribution.
Trois salopards, une poignée d'or (La più grande rapina del West) est un western spaghetti italien sorti en 1967, réalisé par Maurizio Lucidi.

## Synopsis
Une bande de hors-la-loi, après avoir braqué la banque de Middletown, se réfugie à Poorland où ils terrorisent les habitants. Le jeune Billy, frère du shérif tué par les bandits, décide de se venger. Avec l'aide d'un mystérieux David, qui est pourtant affilié à la bande, il affronte les hors-la-loi. Or le chef de bande, Jarrett, meurt dans une explosion.

## Fiche technique
- Titre français : Trois salopards, une poignée d'or ou Le Plus Grand Hold-up de l'Ouest[1]
- Titre original italien : La più grande rapina del West
- Genre : Western spaghetti
- Réalisation : Maurizio Lucidi
- Scénario : Augusto Finocchi, Augusto Caminito
- Production : Franco Cittadini, Stenio Fiorentini pour Mega Film
- Photographie : Riccardo Pallottini
- Montage : Renzo Lucidi
- Musique : Luis Enríquez Bacalov
- Décors : Giancarlo Bartolini Salimbeni
- Costumes : Giancarlo Bartolini Salimbeni
- Maquillage : Andrea Riva, Gaetano Capogrosso
- Année de sortie : 1967
- Durée : 105 minutes
- Pays :  Italie
- Distribution en Italie : Panta Cinematografica
- Date de sortie en salle en France : 2 septembre 1970[1]

## Distribution
- George Hilton : Billy "Rhum" Cooney
- Jack Betts : David, le faux religieux
- Walter Barnes : Jarrett/Clay Thomas
- Erika Blanc : Jenny
- Sonia Romanoff (sous le pseudo de Sarah Ross) : Moira
- Mario Brega : Yanaro
- Enzo Fiermonte (sous le pseudo de Glen Fortel) : shérif Martin Cooney
- Katia Christine : Kathy O'Brian
- Jeff Cameron (comme Giovanni Scarciofolo) : Mark
- Luigi Casellato : Sam, le barman
- Marisa Quattrini : l'amie des Howard
- Umberto Raho : Smoley
- Luciano Rossi : Anatol, le télégraphiste
- Bruno Corazzari : un bandit
- Federico Boido (comme Rick Boyd) : un bandit
- Salvatore Borgese : un bandit
- Luciano Catenacci : Jack
- Mauro Bosco : Joe
- Lorenzo Piani (sous le pseudo de Lorenzo Sharon) : le bossu
- Cesare Martignoni : Howard
- Lucia Righi : Mme Howard
- Tom Felleghy : shérif Roy Norman
- Bill Vanders : directeur de la banque de Middletown
- Luciano Bonanni : un habitant de Poorland
- Luigi Barbacane : un bandit blond
- Roberto Alessandri : adjoint au shérif Norman
- Valentino Macchi
- Raffaele Desiderio
- Stefano Alessandrini